# Federico di Büren
Federico di Büren (in tedesco Friedrich von Büren e in latino Fridericus de Buren) (1020 circa – prima del 1053) è stato un nobile tedesco, il primo Hohenstaufen sicuramente esistito.

## Biografia
Federico fu a lungo considerato un conte nel Riesgau, dove Weller dimostrò che i due conti Federico (Federico, forse da identificare con un suo omonimo) documentati in Riesgau nel 1030 e 1053 con i loro nomi identici non potevano essere considerati automaticamente e con questo unico argomento i suoi predecessori agnatici. Secondo Bühler, suo padre Federico e suo nonno dallo stesso nome sono documentati nella Remstal (valle di Rems). Finora non è stato trovato alcun documento che consenta di individuare le origini di questa famiglia. Federico è considerato l'antenato di Hohenstaufen, dinastia che espresse nel XII secolo diversi duchi, re e imperatori del Sacro Impero. Il loro nome, attribuito più tardi, è legato al castello di Hohenstaufen, fondato da suo figlio, il duca Federico I di Svevia. 
Non sappiamo, nonostante la pubblicazione di Hansmartin Decker-Hauff, oggi smontata, dei nomi del padre e del nonno di Federico di Büren. Nella tavola genealogica che l'imperatore Federico I Barbarossa fece redigere per legittimare il divorzio dalla prima moglie Adelaide di Vohburg, sono presenti i nomi del padre e del nonno, anch'essi di nome Federico. Secondo Bühler, vivevano a Remstal. Secondo Ottone di Frisinga, zio di Federico Barbarossa, la famiglia deteneva il titolo di conte. 
Weller, nella sua nota esplicativa n.11, avverte che la pubblicazione di Hansmartin Decker-Hauff citata di seguito è un'ulteriore prova della falsità e del carattere fantasioso di questo autore tedesco, un fatto che fu scoperto solo molto tempo dopo la sua morte, nel 1992. Purtroppo un vasto pubblico aveva ormai dato per assodato il suo "fantasioso" articolo del 1977, pubblicato nel vol. III dei cataloghi della mostra "Die Zeit der Staufer" (in italiano "Il tempo degli Hohenstaufen") del Württembergisches Landesmuseum. 
In una genealogia di Wibaldo di Stavelot, viene indicato come Fridericus de Buren. Senza prove o fonti, Büren è spesso identificato con l'attuale Wäschenbeuren, una città situata vicino al castello di Hohenstaufen. Il Wäscherschloss, un castello in questa città, fu costruito solo nel XIII secolo. Tuttavia, sulla motta di Burren, che si trova a 600 metri a ovest dell'attuale castello, gli scavi nel 1957 hanno portato alla luce le fondamenta di una torre muraria risalente all'XI secolo, un'epoca comunque tarda per essere il castello originario di questa famiglia. 
Federico fu sepolto nell'antica chiesa romanica del monastero di Lorch, fondata da suo padre per i Canonici Regolari di Sant'Agostino. I suoi resti potrebbero essere stati trasferiti nel 1140, durante la sepoltura di suo figlio, dal retro della collegiata alla tomba del monastero di Lorch. Sotto l'abate Nikolas Schenk di Arberg, nel 1475, tutte le tombe degli Staufen della navata furono aperte dalla scalinata del coro per raccogliere i loro resti in una tomba, che si trova nella navata della chiesa abbaziale: questo luogo potrebbe essere dove Federico di Bueren venne sepolto. 

## Famiglia e figli
Federico sposò intorno al 1042 Ildegarda di Schlettstadt (da Sélestat), figlia del conte Gerardo [III] di Egisheim-Dagsbourg (e non di Ottone II di Svevia della dinastia degli Azzoni, come da precedente storiografia) e morta nel 1038. Essa proveniva, da parte materna, da un'illustre famiglia dell'Alsazia, gli Eticonidi. Suo zio era il vescovo Bruno di Toul, il futuro papa Leone IX. Ildegarda, erede di vaste proprietà in Alsazia, gli diede sette figli. Alcuni di essi sono menzionati nelle carte di Ildegarda (1094) a favore dell'abbazia di Conques: 
- Ludovico (in tedesco Ludwig) (1044 circa - † 1103 circa)[1] , conte palatino di Svevia dal 1094 alla morte e co-fondatore di San Fides a Schlettstadt (Sélestat) forse  identificabile con Luigi il Vecchio di Sigmaringen[7];

- Adelaide (1045 circa - † estate 1094 circa)[1];

∞ 1 Ottone, conte palatino (matrimonio incerto) oppure Ottone, Edelfreier (nobile libero) von den Fildern;
∞ 2 Berengario il Vecchio di Stubersheim.
- Ottone (1046/1047 circa - † 3 agosto 1100)[1], vescovo di Strasburgo (1083 / 1084–1100), cofondatore nel 1094 della chiesa di Sainte-Foy di Sélestat; importante per quanto riguarda il rango, spesso contestato, della famiglia degli Hohenstaufen all'epoca, in quanto questo vescovado era molto severo sulle nobili origini dei suoi vescovi;
- Federico (1047/1048 circa - † 21 luglio 1105)[1], duca di Svevia dal 1079 alla morte;

∞ 1086/1087 Agnese di Waiblingen, principessa e figlia dell'imperatore Enrico IV di Franconia della dinastia salica, sorella di dell'imperatore Enrico V; il luogo di Waiblingen fu da allora legato alla dinastia salica grazie al famoso storico della famiglia Hohenstaufen Ottone di Frisinga, figlio di Agnese dalla sua seconda unione con il margravio d'Austria Leopoldo III nel 1106, e quindi zio dell'imperatore Federico I Barbarossa. Ottone parlò di "Heinriche von Waiblingen" quando scrisse sulla dinastia salica.
- Corrado/Kuno (1048/1049 circa - † tra l'autunno 1094 e il mese di luglio 1095)[1];
- Walther (1049/1050 circa - † dopo il 23 luglio 1095 o prima del 1103)[1].

## Presunto figlio
- Manegoldo il Vecchio (1043 circa - † l'estate del 1094)[1] , conte palatino di Svevia intorno al 1070/75 alla morte, forse da identificare con Manegold il Vecchio di Sigmaringen[7]. Non compare nella carta del 1094 ∞ Adelaide della dinastia degli Adalbert o Hupaldinger (antenati dei conti di Dillingen). Egli non sarebbe un figlio di Federico di Büren.